# Oh My God (Alec Benjamin)
Oh My God  è un singolo del cantante statunitense Alec Benjamin, pubblicato il 13 febbraio 2020 come quinto estratto dal primo album in studio These Two Windows.

## Video musicale
Il video musicale è stato reso disponibile il 13 febbraio 2020, in concomitanza con l'uscita del singolo.

## Tracce
Testi e musiche di Alec Benjamin, Julie Frost e Nolan Lambroza.
1. Oh My God – 3:07

## Formazione
Musicisti
- Alec Benjamin – voce
- John Lenox – arrangiamento delle corde

Produzione
- Johan Lenox – produzione
- Nolan Lambroza – produzione
- Chris Athens – mastering
- Chris Galland – missaggio
- Manny Marroquin – missaggio
- Jeremie Inhaber – assistenza al missaggio
- Robin Florent – assistenza al missaggio
- Scott Desmarais – assistenza al missaggio

## Classifiche
| Classifica (2020) | Posizione massima |
| ----------------- | ----------------- |
| Belgio (Fiandre)  | 96                |